# 桑克特冈洛夫
桑克特冈洛夫是德国图林根州的一个市镇。总面积9.44平方公里，总人口1291人，其中男性648人，女性643人（2011年12月31日），人口密度137人/平方公里。